# Бурные волны (мультфильм, 1929)
«Бурные волны» (англ. Wild Waves) — тринадцатый мультфильм с участием Микки Мауса от Уолта Диснея. Чёрно-белый музыкальный мультфильм. Премьера в США — 15 августа 1929 года.

## Сюжет
Микки-спасатель на пляже вместе с тюленями распевают песню. В это время Минни, которая пришла искупаться, уносят волны. Минни зовёт о помощи и уже начинает тонуть. Микки с большими усилиями удаётся спасти её, но она не оправилась от потрясения и начинает плакать. Микки пытаясь успокоить её поёт мотив морской баллады «Rocked in the Cradle of the Deep» вместе с обитателями пляжа. Минни успокаивается и в благодарность за спасение целует Микки.

## Роли озвучивали
- Марджори Ралстон — Минни Маус
- Карл Сталлинг — Микки Маус

## Награды
Микки Маус получил звезду на аллее славы в Голливуде.